# Баграт II (цар Абхазії)
Баграт II (груз. ბაგრატი; д/н — 930) — 10-й цар Абхазії у 923—930 роках.

## Життєпис
Походив з династії Леонідів (Анчабадзе). Молодший син абхазького царя Костянтина III і доньки Адарнасе II, царя Тао-Кларджеті. Ймовірно за панування батька був еріставі якойсь важливої області, зумів набути підтримки знаті. У 923 році після смерті батька його старший брат Георгій II спадкував трон.
Проте Баграт також висунув свої права на владу, отримавши допомогу від свого етстя Гургена II, князя Тао. Баграта було оголошено царем (але низка дослідників ставлять під сумнів факт його коронації). Війна між братами тривала 7 років (її перебіг достеменно невідомо, знано про численні руйнування), доки Баграт II раптово не помер в 930 році. Оскільки він не мав дітей, то усі землі приєднав Георгій II.